# Campionato europeo di arrampicata 2019
Il Campionato europeo di arrampicata 2019 è stato la 13ª edizione della competizione continentale. La prova boulder si è svolta a Zakopane, in Polonia, dal 5 al 7 settembre, mentre le altre gare a Edimburgo, in Gran Bretagna, dal 6 all'8 agosto. 

## Podi

### Maschile
| Evento  | Oro              | Argento             | Bronzo           |
| Lead    | Adam Ondra       | Alberto Ginés López | Sascha Lehmann   |
| Boulder | Mickaël Mawem    | Serguei Skorodumov  | Vadim Timonov    |
| Speed   | Vladislav Deulin | Danyl Boldyrev      | Dmitri Timofeyev |

### Femminile
| Evento  | Oro                 | Argento          | Bronzo         |
| Lead    | Lučka Rakovec       | Laura Rogora     | Luce Douady    |
| Boulder | Urška Repušič       | Vita Lukan       | Irina Kuzmenko |
| Speed   | Aleksandra Mirosław | Mariya Krasavina | Anouck Jaubert |

## Medagliere
| Pos.   | Paese     | Oro | Argento | Bronzo | Totale |
| ------ | --------- | --- | ------- | ------ | ------ |
| 1      | Slovenia  | 2   | 1       | 0      | 3      |
| 2      | Russia    | 1   | 2       | 3      | 6      |
| 3      | Francia   | 1   | 0       | 2      | 3      |
| 4      | Polonia   | 1   | 0       | 0      | 1      |
| 4      | Rep. Ceca | 1   | 0       | 0      | 1      |
| 6      | Spagna    | 0   | 1       | 0      | 1      |
| 6      | Italia    | 0   | 1       | 0      | 1      |
| 6      | Ucraina   | 0   | 1       | 0      | 1      |
| 9      | Svizzera  | 0   | 0       | 1      | 1      |
| Totale | Totale    | 6   | 6       | 6      | 18     |